# Контратака (шахматы)
Контрата́ка (фр. conter-attaque, от conte — против и attaque — нападение) — наступление, преднамеренное в ответ на атакующие действия соперника. Один из самых эффективных способов защиты. Как правило, осуществляется на ослабленном участке позиции соперника после отражения его атаки.
В шахматной партии контратака — лейтмотив многих дебютных построений. Тому пример — контратака Тракслера.

## Пример
|   | a | b | c | d | e | f | g | h |   |
| - | --- | --- | --- | --- | --- | --- | --- | --- | - |
| 8 | a8 чёрная ладья · c8 чёрный слон · f8 чёрная ладья · g8 чёрный король · a7 чёрная пешка · b7 чёрная пешка · e7 чёрная пешка · f7 чёрная пешка · g7 чёрный слон · h7 чёрная пешка · d6 чёрный ферзь · f6 чёрный конь · g6 чёрная пешка · c5 белый слон · f5 белая пешка · a4 белая пешка · b4 чёрный конь · g4 белая пешка · b3 белый конь · c3 белый конь · b2 белая пешка · c2 белая пешка · e2 белый слон · h2 белая пешка · a1 белая ладья · d1 белый ферзь · e1 белый король · h1 белая ладья | a8 чёрная ладья · c8 чёрный слон · f8 чёрная ладья · g8 чёрный король · a7 чёрная пешка · b7 чёрная пешка · e7 чёрная пешка · f7 чёрная пешка · g7 чёрный слон · h7 чёрная пешка · d6 чёрный ферзь · f6 чёрный конь · g6 чёрная пешка · c5 белый слон · f5 белая пешка · a4 белая пешка · b4 чёрный конь · g4 белая пешка · b3 белый конь · c3 белый конь · b2 белая пешка · c2 белая пешка · e2 белый слон · h2 белая пешка · a1 белая ладья · d1 белый ферзь · e1 белый король · h1 белая ладья | a8 чёрная ладья · c8 чёрный слон · f8 чёрная ладья · g8 чёрный король · a7 чёрная пешка · b7 чёрная пешка · e7 чёрная пешка · f7 чёрная пешка · g7 чёрный слон · h7 чёрная пешка · d6 чёрный ферзь · f6 чёрный конь · g6 чёрная пешка · c5 белый слон · f5 белая пешка · a4 белая пешка · b4 чёрный конь · g4 белая пешка · b3 белый конь · c3 белый конь · b2 белая пешка · c2 белая пешка · e2 белый слон · h2 белая пешка · a1 белая ладья · d1 белый ферзь · e1 белый король · h1 белая ладья | a8 чёрная ладья · c8 чёрный слон · f8 чёрная ладья · g8 чёрный король · a7 чёрная пешка · b7 чёрная пешка · e7 чёрная пешка · f7 чёрная пешка · g7 чёрный слон · h7 чёрная пешка · d6 чёрный ферзь · f6 чёрный конь · g6 чёрная пешка · c5 белый слон · f5 белая пешка · a4 белая пешка · b4 чёрный конь · g4 белая пешка · b3 белый конь · c3 белый конь · b2 белая пешка · c2 белая пешка · e2 белый слон · h2 белая пешка · a1 белая ладья · d1 белый ферзь · e1 белый король · h1 белая ладья | a8 чёрная ладья · c8 чёрный слон · f8 чёрная ладья · g8 чёрный король · a7 чёрная пешка · b7 чёрная пешка · e7 чёрная пешка · f7 чёрная пешка · g7 чёрный слон · h7 чёрная пешка · d6 чёрный ферзь · f6 чёрный конь · g6 чёрная пешка · c5 белый слон · f5 белая пешка · a4 белая пешка · b4 чёрный конь · g4 белая пешка · b3 белый конь · c3 белый конь · b2 белая пешка · c2 белая пешка · e2 белый слон · h2 белая пешка · a1 белая ладья · d1 белый ферзь · e1 белый король · h1 белая ладья | a8 чёрная ладья · c8 чёрный слон · f8 чёрная ладья · g8 чёрный король · a7 чёрная пешка · b7 чёрная пешка · e7 чёрная пешка · f7 чёрная пешка · g7 чёрный слон · h7 чёрная пешка · d6 чёрный ферзь · f6 чёрный конь · g6 чёрная пешка · c5 белый слон · f5 белая пешка · a4 белая пешка · b4 чёрный конь · g4 белая пешка · b3 белый конь · c3 белый конь · b2 белая пешка · c2 белая пешка · e2 белый слон · h2 белая пешка · a1 белая ладья · d1 белый ферзь · e1 белый король · h1 белая ладья | a8 чёрная ладья · c8 чёрный слон · f8 чёрная ладья · g8 чёрный король · a7 чёрная пешка · b7 чёрная пешка · e7 чёрная пешка · f7 чёрная пешка · g7 чёрный слон · h7 чёрная пешка · d6 чёрный ферзь · f6 чёрный конь · g6 чёрная пешка · c5 белый слон · f5 белая пешка · a4 белая пешка · b4 чёрный конь · g4 белая пешка · b3 белый конь · c3 белый конь · b2 белая пешка · c2 белая пешка · e2 белый слон · h2 белая пешка · a1 белая ладья · d1 белый ферзь · e1 белый король · h1 белая ладья | a8 чёрная ладья · c8 чёрный слон · f8 чёрная ладья · g8 чёрный король · a7 чёрная пешка · b7 чёрная пешка · e7 чёрная пешка · f7 чёрная пешка · g7 чёрный слон · h7 чёрная пешка · d6 чёрный ферзь · f6 чёрный конь · g6 чёрная пешка · c5 белый слон · f5 белая пешка · a4 белая пешка · b4 чёрный конь · g4 белая пешка · b3 белый конь · c3 белый конь · b2 белая пешка · c2 белая пешка · e2 белый слон · h2 белая пешка · a1 белая ладья · d1 белый ферзь · e1 белый король · h1 белая ладья | 8 |
| 7 | a8 чёрная ладья · c8 чёрный слон · f8 чёрная ладья · g8 чёрный король · a7 чёрная пешка · b7 чёрная пешка · e7 чёрная пешка · f7 чёрная пешка · g7 чёрный слон · h7 чёрная пешка · d6 чёрный ферзь · f6 чёрный конь · g6 чёрная пешка · c5 белый слон · f5 белая пешка · a4 белая пешка · b4 чёрный конь · g4 белая пешка · b3 белый конь · c3 белый конь · b2 белая пешка · c2 белая пешка · e2 белый слон · h2 белая пешка · a1 белая ладья · d1 белый ферзь · e1 белый король · h1 белая ладья | a8 чёрная ладья · c8 чёрный слон · f8 чёрная ладья · g8 чёрный король · a7 чёрная пешка · b7 чёрная пешка · e7 чёрная пешка · f7 чёрная пешка · g7 чёрный слон · h7 чёрная пешка · d6 чёрный ферзь · f6 чёрный конь · g6 чёрная пешка · c5 белый слон · f5 белая пешка · a4 белая пешка · b4 чёрный конь · g4 белая пешка · b3 белый конь · c3 белый конь · b2 белая пешка · c2 белая пешка · e2 белый слон · h2 белая пешка · a1 белая ладья · d1 белый ферзь · e1 белый король · h1 белая ладья | a8 чёрная ладья · c8 чёрный слон · f8 чёрная ладья · g8 чёрный король · a7 чёрная пешка · b7 чёрная пешка · e7 чёрная пешка · f7 чёрная пешка · g7 чёрный слон · h7 чёрная пешка · d6 чёрный ферзь · f6 чёрный конь · g6 чёрная пешка · c5 белый слон · f5 белая пешка · a4 белая пешка · b4 чёрный конь · g4 белая пешка · b3 белый конь · c3 белый конь · b2 белая пешка · c2 белая пешка · e2 белый слон · h2 белая пешка · a1 белая ладья · d1 белый ферзь · e1 белый король · h1 белая ладья | a8 чёрная ладья · c8 чёрный слон · f8 чёрная ладья · g8 чёрный король · a7 чёрная пешка · b7 чёрная пешка · e7 чёрная пешка · f7 чёрная пешка · g7 чёрный слон · h7 чёрная пешка · d6 чёрный ферзь · f6 чёрный конь · g6 чёрная пешка · c5 белый слон · f5 белая пешка · a4 белая пешка · b4 чёрный конь · g4 белая пешка · b3 белый конь · c3 белый конь · b2 белая пешка · c2 белая пешка · e2 белый слон · h2 белая пешка · a1 белая ладья · d1 белый ферзь · e1 белый король · h1 белая ладья | a8 чёрная ладья · c8 чёрный слон · f8 чёрная ладья · g8 чёрный король · a7 чёрная пешка · b7 чёрная пешка · e7 чёрная пешка · f7 чёрная пешка · g7 чёрный слон · h7 чёрная пешка · d6 чёрный ферзь · f6 чёрный конь · g6 чёрная пешка · c5 белый слон · f5 белая пешка · a4 белая пешка · b4 чёрный конь · g4 белая пешка · b3 белый конь · c3 белый конь · b2 белая пешка · c2 белая пешка · e2 белый слон · h2 белая пешка · a1 белая ладья · d1 белый ферзь · e1 белый король · h1 белая ладья | a8 чёрная ладья · c8 чёрный слон · f8 чёрная ладья · g8 чёрный король · a7 чёрная пешка · b7 чёрная пешка · e7 чёрная пешка · f7 чёрная пешка · g7 чёрный слон · h7 чёрная пешка · d6 чёрный ферзь · f6 чёрный конь · g6 чёрная пешка · c5 белый слон · f5 белая пешка · a4 белая пешка · b4 чёрный конь · g4 белая пешка · b3 белый конь · c3 белый конь · b2 белая пешка · c2 белая пешка · e2 белый слон · h2 белая пешка · a1 белая ладья · d1 белый ферзь · e1 белый король · h1 белая ладья | a8 чёрная ладья · c8 чёрный слон · f8 чёрная ладья · g8 чёрный король · a7 чёрная пешка · b7 чёрная пешка · e7 чёрная пешка · f7 чёрная пешка · g7 чёрный слон · h7 чёрная пешка · d6 чёрный ферзь · f6 чёрный конь · g6 чёрная пешка · c5 белый слон · f5 белая пешка · a4 белая пешка · b4 чёрный конь · g4 белая пешка · b3 белый конь · c3 белый конь · b2 белая пешка · c2 белая пешка · e2 белый слон · h2 белая пешка · a1 белая ладья · d1 белый ферзь · e1 белый король · h1 белая ладья | a8 чёрная ладья · c8 чёрный слон · f8 чёрная ладья · g8 чёрный король · a7 чёрная пешка · b7 чёрная пешка · e7 чёрная пешка · f7 чёрная пешка · g7 чёрный слон · h7 чёрная пешка · d6 чёрный ферзь · f6 чёрный конь · g6 чёрная пешка · c5 белый слон · f5 белая пешка · a4 белая пешка · b4 чёрный конь · g4 белая пешка · b3 белый конь · c3 белый конь · b2 белая пешка · c2 белая пешка · e2 белый слон · h2 белая пешка · a1 белая ладья · d1 белый ферзь · e1 белый король · h1 белая ладья | 7 |
| 6 | a8 чёрная ладья · c8 чёрный слон · f8 чёрная ладья · g8 чёрный король · a7 чёрная пешка · b7 чёрная пешка · e7 чёрная пешка · f7 чёрная пешка · g7 чёрный слон · h7 чёрная пешка · d6 чёрный ферзь · f6 чёрный конь · g6 чёрная пешка · c5 белый слон · f5 белая пешка · a4 белая пешка · b4 чёрный конь · g4 белая пешка · b3 белый конь · c3 белый конь · b2 белая пешка · c2 белая пешка · e2 белый слон · h2 белая пешка · a1 белая ладья · d1 белый ферзь · e1 белый король · h1 белая ладья | a8 чёрная ладья · c8 чёрный слон · f8 чёрная ладья · g8 чёрный король · a7 чёрная пешка · b7 чёрная пешка · e7 чёрная пешка · f7 чёрная пешка · g7 чёрный слон · h7 чёрная пешка · d6 чёрный ферзь · f6 чёрный конь · g6 чёрная пешка · c5 белый слон · f5 белая пешка · a4 белая пешка · b4 чёрный конь · g4 белая пешка · b3 белый конь · c3 белый конь · b2 белая пешка · c2 белая пешка · e2 белый слон · h2 белая пешка · a1 белая ладья · d1 белый ферзь · e1 белый король · h1 белая ладья | a8 чёрная ладья · c8 чёрный слон · f8 чёрная ладья · g8 чёрный король · a7 чёрная пешка · b7 чёрная пешка · e7 чёрная пешка · f7 чёрная пешка · g7 чёрный слон · h7 чёрная пешка · d6 чёрный ферзь · f6 чёрный конь · g6 чёрная пешка · c5 белый слон · f5 белая пешка · a4 белая пешка · b4 чёрный конь · g4 белая пешка · b3 белый конь · c3 белый конь · b2 белая пешка · c2 белая пешка · e2 белый слон · h2 белая пешка · a1 белая ладья · d1 белый ферзь · e1 белый король · h1 белая ладья | a8 чёрная ладья · c8 чёрный слон · f8 чёрная ладья · g8 чёрный король · a7 чёрная пешка · b7 чёрная пешка · e7 чёрная пешка · f7 чёрная пешка · g7 чёрный слон · h7 чёрная пешка · d6 чёрный ферзь · f6 чёрный конь · g6 чёрная пешка · c5 белый слон · f5 белая пешка · a4 белая пешка · b4 чёрный конь · g4 белая пешка · b3 белый конь · c3 белый конь · b2 белая пешка · c2 белая пешка · e2 белый слон · h2 белая пешка · a1 белая ладья · d1 белый ферзь · e1 белый король · h1 белая ладья | a8 чёрная ладья · c8 чёрный слон · f8 чёрная ладья · g8 чёрный король · a7 чёрная пешка · b7 чёрная пешка · e7 чёрная пешка · f7 чёрная пешка · g7 чёрный слон · h7 чёрная пешка · d6 чёрный ферзь · f6 чёрный конь · g6 чёрная пешка · c5 белый слон · f5 белая пешка · a4 белая пешка · b4 чёрный конь · g4 белая пешка · b3 белый конь · c3 белый конь · b2 белая пешка · c2 белая пешка · e2 белый слон · h2 белая пешка · a1 белая ладья · d1 белый ферзь · e1 белый король · h1 белая ладья | a8 чёрная ладья · c8 чёрный слон · f8 чёрная ладья · g8 чёрный король · a7 чёрная пешка · b7 чёрная пешка · e7 чёрная пешка · f7 чёрная пешка · g7 чёрный слон · h7 чёрная пешка · d6 чёрный ферзь · f6 чёрный конь · g6 чёрная пешка · c5 белый слон · f5 белая пешка · a4 белая пешка · b4 чёрный конь · g4 белая пешка · b3 белый конь · c3 белый конь · b2 белая пешка · c2 белая пешка · e2 белый слон · h2 белая пешка · a1 белая ладья · d1 белый ферзь · e1 белый король · h1 белая ладья | a8 чёрная ладья · c8 чёрный слон · f8 чёрная ладья · g8 чёрный король · a7 чёрная пешка · b7 чёрная пешка · e7 чёрная пешка · f7 чёрная пешка · g7 чёрный слон · h7 чёрная пешка · d6 чёрный ферзь · f6 чёрный конь · g6 чёрная пешка · c5 белый слон · f5 белая пешка · a4 белая пешка · b4 чёрный конь · g4 белая пешка · b3 белый конь · c3 белый конь · b2 белая пешка · c2 белая пешка · e2 белый слон · h2 белая пешка · a1 белая ладья · d1 белый ферзь · e1 белый король · h1 белая ладья | a8 чёрная ладья · c8 чёрный слон · f8 чёрная ладья · g8 чёрный король · a7 чёрная пешка · b7 чёрная пешка · e7 чёрная пешка · f7 чёрная пешка · g7 чёрный слон · h7 чёрная пешка · d6 чёрный ферзь · f6 чёрный конь · g6 чёрная пешка · c5 белый слон · f5 белая пешка · a4 белая пешка · b4 чёрный конь · g4 белая пешка · b3 белый конь · c3 белый конь · b2 белая пешка · c2 белая пешка · e2 белый слон · h2 белая пешка · a1 белая ладья · d1 белый ферзь · e1 белый король · h1 белая ладья | 6 |
| 5 | a8 чёрная ладья · c8 чёрный слон · f8 чёрная ладья · g8 чёрный король · a7 чёрная пешка · b7 чёрная пешка · e7 чёрная пешка · f7 чёрная пешка · g7 чёрный слон · h7 чёрная пешка · d6 чёрный ферзь · f6 чёрный конь · g6 чёрная пешка · c5 белый слон · f5 белая пешка · a4 белая пешка · b4 чёрный конь · g4 белая пешка · b3 белый конь · c3 белый конь · b2 белая пешка · c2 белая пешка · e2 белый слон · h2 белая пешка · a1 белая ладья · d1 белый ферзь · e1 белый король · h1 белая ладья | a8 чёрная ладья · c8 чёрный слон · f8 чёрная ладья · g8 чёрный король · a7 чёрная пешка · b7 чёрная пешка · e7 чёрная пешка · f7 чёрная пешка · g7 чёрный слон · h7 чёрная пешка · d6 чёрный ферзь · f6 чёрный конь · g6 чёрная пешка · c5 белый слон · f5 белая пешка · a4 белая пешка · b4 чёрный конь · g4 белая пешка · b3 белый конь · c3 белый конь · b2 белая пешка · c2 белая пешка · e2 белый слон · h2 белая пешка · a1 белая ладья · d1 белый ферзь · e1 белый король · h1 белая ладья | a8 чёрная ладья · c8 чёрный слон · f8 чёрная ладья · g8 чёрный король · a7 чёрная пешка · b7 чёрная пешка · e7 чёрная пешка · f7 чёрная пешка · g7 чёрный слон · h7 чёрная пешка · d6 чёрный ферзь · f6 чёрный конь · g6 чёрная пешка · c5 белый слон · f5 белая пешка · a4 белая пешка · b4 чёрный конь · g4 белая пешка · b3 белый конь · c3 белый конь · b2 белая пешка · c2 белая пешка · e2 белый слон · h2 белая пешка · a1 белая ладья · d1 белый ферзь · e1 белый король · h1 белая ладья | a8 чёрная ладья · c8 чёрный слон · f8 чёрная ладья · g8 чёрный король · a7 чёрная пешка · b7 чёрная пешка · e7 чёрная пешка · f7 чёрная пешка · g7 чёрный слон · h7 чёрная пешка · d6 чёрный ферзь · f6 чёрный конь · g6 чёрная пешка · c5 белый слон · f5 белая пешка · a4 белая пешка · b4 чёрный конь · g4 белая пешка · b3 белый конь · c3 белый конь · b2 белая пешка · c2 белая пешка · e2 белый слон · h2 белая пешка · a1 белая ладья · d1 белый ферзь · e1 белый король · h1 белая ладья | a8 чёрная ладья · c8 чёрный слон · f8 чёрная ладья · g8 чёрный король · a7 чёрная пешка · b7 чёрная пешка · e7 чёрная пешка · f7 чёрная пешка · g7 чёрный слон · h7 чёрная пешка · d6 чёрный ферзь · f6 чёрный конь · g6 чёрная пешка · c5 белый слон · f5 белая пешка · a4 белая пешка · b4 чёрный конь · g4 белая пешка · b3 белый конь · c3 белый конь · b2 белая пешка · c2 белая пешка · e2 белый слон · h2 белая пешка · a1 белая ладья · d1 белый ферзь · e1 белый король · h1 белая ладья | a8 чёрная ладья · c8 чёрный слон · f8 чёрная ладья · g8 чёрный король · a7 чёрная пешка · b7 чёрная пешка · e7 чёрная пешка · f7 чёрная пешка · g7 чёрный слон · h7 чёрная пешка · d6 чёрный ферзь · f6 чёрный конь · g6 чёрная пешка · c5 белый слон · f5 белая пешка · a4 белая пешка · b4 чёрный конь · g4 белая пешка · b3 белый конь · c3 белый конь · b2 белая пешка · c2 белая пешка · e2 белый слон · h2 белая пешка · a1 белая ладья · d1 белый ферзь · e1 белый король · h1 белая ладья | a8 чёрная ладья · c8 чёрный слон · f8 чёрная ладья · g8 чёрный король · a7 чёрная пешка · b7 чёрная пешка · e7 чёрная пешка · f7 чёрная пешка · g7 чёрный слон · h7 чёрная пешка · d6 чёрный ферзь · f6 чёрный конь · g6 чёрная пешка · c5 белый слон · f5 белая пешка · a4 белая пешка · b4 чёрный конь · g4 белая пешка · b3 белый конь · c3 белый конь · b2 белая пешка · c2 белая пешка · e2 белый слон · h2 белая пешка · a1 белая ладья · d1 белый ферзь · e1 белый король · h1 белая ладья | a8 чёрная ладья · c8 чёрный слон · f8 чёрная ладья · g8 чёрный король · a7 чёрная пешка · b7 чёрная пешка · e7 чёрная пешка · f7 чёрная пешка · g7 чёрный слон · h7 чёрная пешка · d6 чёрный ферзь · f6 чёрный конь · g6 чёрная пешка · c5 белый слон · f5 белая пешка · a4 белая пешка · b4 чёрный конь · g4 белая пешка · b3 белый конь · c3 белый конь · b2 белая пешка · c2 белая пешка · e2 белый слон · h2 белая пешка · a1 белая ладья · d1 белый ферзь · e1 белый король · h1 белая ладья | 5 |
| 4 | a8 чёрная ладья · c8 чёрный слон · f8 чёрная ладья · g8 чёрный король · a7 чёрная пешка · b7 чёрная пешка · e7 чёрная пешка · f7 чёрная пешка · g7 чёрный слон · h7 чёрная пешка · d6 чёрный ферзь · f6 чёрный конь · g6 чёрная пешка · c5 белый слон · f5 белая пешка · a4 белая пешка · b4 чёрный конь · g4 белая пешка · b3 белый конь · c3 белый конь · b2 белая пешка · c2 белая пешка · e2 белый слон · h2 белая пешка · a1 белая ладья · d1 белый ферзь · e1 белый король · h1 белая ладья | a8 чёрная ладья · c8 чёрный слон · f8 чёрная ладья · g8 чёрный король · a7 чёрная пешка · b7 чёрная пешка · e7 чёрная пешка · f7 чёрная пешка · g7 чёрный слон · h7 чёрная пешка · d6 чёрный ферзь · f6 чёрный конь · g6 чёрная пешка · c5 белый слон · f5 белая пешка · a4 белая пешка · b4 чёрный конь · g4 белая пешка · b3 белый конь · c3 белый конь · b2 белая пешка · c2 белая пешка · e2 белый слон · h2 белая пешка · a1 белая ладья · d1 белый ферзь · e1 белый король · h1 белая ладья | a8 чёрная ладья · c8 чёрный слон · f8 чёрная ладья · g8 чёрный король · a7 чёрная пешка · b7 чёрная пешка · e7 чёрная пешка · f7 чёрная пешка · g7 чёрный слон · h7 чёрная пешка · d6 чёрный ферзь · f6 чёрный конь · g6 чёрная пешка · c5 белый слон · f5 белая пешка · a4 белая пешка · b4 чёрный конь · g4 белая пешка · b3 белый конь · c3 белый конь · b2 белая пешка · c2 белая пешка · e2 белый слон · h2 белая пешка · a1 белая ладья · d1 белый ферзь · e1 белый король · h1 белая ладья | a8 чёрная ладья · c8 чёрный слон · f8 чёрная ладья · g8 чёрный король · a7 чёрная пешка · b7 чёрная пешка · e7 чёрная пешка · f7 чёрная пешка · g7 чёрный слон · h7 чёрная пешка · d6 чёрный ферзь · f6 чёрный конь · g6 чёрная пешка · c5 белый слон · f5 белая пешка · a4 белая пешка · b4 чёрный конь · g4 белая пешка · b3 белый конь · c3 белый конь · b2 белая пешка · c2 белая пешка · e2 белый слон · h2 белая пешка · a1 белая ладья · d1 белый ферзь · e1 белый король · h1 белая ладья | a8 чёрная ладья · c8 чёрный слон · f8 чёрная ладья · g8 чёрный король · a7 чёрная пешка · b7 чёрная пешка · e7 чёрная пешка · f7 чёрная пешка · g7 чёрный слон · h7 чёрная пешка · d6 чёрный ферзь · f6 чёрный конь · g6 чёрная пешка · c5 белый слон · f5 белая пешка · a4 белая пешка · b4 чёрный конь · g4 белая пешка · b3 белый конь · c3 белый конь · b2 белая пешка · c2 белая пешка · e2 белый слон · h2 белая пешка · a1 белая ладья · d1 белый ферзь · e1 белый король · h1 белая ладья | a8 чёрная ладья · c8 чёрный слон · f8 чёрная ладья · g8 чёрный король · a7 чёрная пешка · b7 чёрная пешка · e7 чёрная пешка · f7 чёрная пешка · g7 чёрный слон · h7 чёрная пешка · d6 чёрный ферзь · f6 чёрный конь · g6 чёрная пешка · c5 белый слон · f5 белая пешка · a4 белая пешка · b4 чёрный конь · g4 белая пешка · b3 белый конь · c3 белый конь · b2 белая пешка · c2 белая пешка · e2 белый слон · h2 белая пешка · a1 белая ладья · d1 белый ферзь · e1 белый король · h1 белая ладья | a8 чёрная ладья · c8 чёрный слон · f8 чёрная ладья · g8 чёрный король · a7 чёрная пешка · b7 чёрная пешка · e7 чёрная пешка · f7 чёрная пешка · g7 чёрный слон · h7 чёрная пешка · d6 чёрный ферзь · f6 чёрный конь · g6 чёрная пешка · c5 белый слон · f5 белая пешка · a4 белая пешка · b4 чёрный конь · g4 белая пешка · b3 белый конь · c3 белый конь · b2 белая пешка · c2 белая пешка · e2 белый слон · h2 белая пешка · a1 белая ладья · d1 белый ферзь · e1 белый король · h1 белая ладья | a8 чёрная ладья · c8 чёрный слон · f8 чёрная ладья · g8 чёрный король · a7 чёрная пешка · b7 чёрная пешка · e7 чёрная пешка · f7 чёрная пешка · g7 чёрный слон · h7 чёрная пешка · d6 чёрный ферзь · f6 чёрный конь · g6 чёрная пешка · c5 белый слон · f5 белая пешка · a4 белая пешка · b4 чёрный конь · g4 белая пешка · b3 белый конь · c3 белый конь · b2 белая пешка · c2 белая пешка · e2 белый слон · h2 белая пешка · a1 белая ладья · d1 белый ферзь · e1 белый король · h1 белая ладья | 4 |
| 3 | a8 чёрная ладья · c8 чёрный слон · f8 чёрная ладья · g8 чёрный король · a7 чёрная пешка · b7 чёрная пешка · e7 чёрная пешка · f7 чёрная пешка · g7 чёрный слон · h7 чёрная пешка · d6 чёрный ферзь · f6 чёрный конь · g6 чёрная пешка · c5 белый слон · f5 белая пешка · a4 белая пешка · b4 чёрный конь · g4 белая пешка · b3 белый конь · c3 белый конь · b2 белая пешка · c2 белая пешка · e2 белый слон · h2 белая пешка · a1 белая ладья · d1 белый ферзь · e1 белый король · h1 белая ладья | a8 чёрная ладья · c8 чёрный слон · f8 чёрная ладья · g8 чёрный король · a7 чёрная пешка · b7 чёрная пешка · e7 чёрная пешка · f7 чёрная пешка · g7 чёрный слон · h7 чёрная пешка · d6 чёрный ферзь · f6 чёрный конь · g6 чёрная пешка · c5 белый слон · f5 белая пешка · a4 белая пешка · b4 чёрный конь · g4 белая пешка · b3 белый конь · c3 белый конь · b2 белая пешка · c2 белая пешка · e2 белый слон · h2 белая пешка · a1 белая ладья · d1 белый ферзь · e1 белый король · h1 белая ладья | a8 чёрная ладья · c8 чёрный слон · f8 чёрная ладья · g8 чёрный король · a7 чёрная пешка · b7 чёрная пешка · e7 чёрная пешка · f7 чёрная пешка · g7 чёрный слон · h7 чёрная пешка · d6 чёрный ферзь · f6 чёрный конь · g6 чёрная пешка · c5 белый слон · f5 белая пешка · a4 белая пешка · b4 чёрный конь · g4 белая пешка · b3 белый конь · c3 белый конь · b2 белая пешка · c2 белая пешка · e2 белый слон · h2 белая пешка · a1 белая ладья · d1 белый ферзь · e1 белый король · h1 белая ладья | a8 чёрная ладья · c8 чёрный слон · f8 чёрная ладья · g8 чёрный король · a7 чёрная пешка · b7 чёрная пешка · e7 чёрная пешка · f7 чёрная пешка · g7 чёрный слон · h7 чёрная пешка · d6 чёрный ферзь · f6 чёрный конь · g6 чёрная пешка · c5 белый слон · f5 белая пешка · a4 белая пешка · b4 чёрный конь · g4 белая пешка · b3 белый конь · c3 белый конь · b2 белая пешка · c2 белая пешка · e2 белый слон · h2 белая пешка · a1 белая ладья · d1 белый ферзь · e1 белый король · h1 белая ладья | a8 чёрная ладья · c8 чёрный слон · f8 чёрная ладья · g8 чёрный король · a7 чёрная пешка · b7 чёрная пешка · e7 чёрная пешка · f7 чёрная пешка · g7 чёрный слон · h7 чёрная пешка · d6 чёрный ферзь · f6 чёрный конь · g6 чёрная пешка · c5 белый слон · f5 белая пешка · a4 белая пешка · b4 чёрный конь · g4 белая пешка · b3 белый конь · c3 белый конь · b2 белая пешка · c2 белая пешка · e2 белый слон · h2 белая пешка · a1 белая ладья · d1 белый ферзь · e1 белый король · h1 белая ладья | a8 чёрная ладья · c8 чёрный слон · f8 чёрная ладья · g8 чёрный король · a7 чёрная пешка · b7 чёрная пешка · e7 чёрная пешка · f7 чёрная пешка · g7 чёрный слон · h7 чёрная пешка · d6 чёрный ферзь · f6 чёрный конь · g6 чёрная пешка · c5 белый слон · f5 белая пешка · a4 белая пешка · b4 чёрный конь · g4 белая пешка · b3 белый конь · c3 белый конь · b2 белая пешка · c2 белая пешка · e2 белый слон · h2 белая пешка · a1 белая ладья · d1 белый ферзь · e1 белый король · h1 белая ладья | a8 чёрная ладья · c8 чёрный слон · f8 чёрная ладья · g8 чёрный король · a7 чёрная пешка · b7 чёрная пешка · e7 чёрная пешка · f7 чёрная пешка · g7 чёрный слон · h7 чёрная пешка · d6 чёрный ферзь · f6 чёрный конь · g6 чёрная пешка · c5 белый слон · f5 белая пешка · a4 белая пешка · b4 чёрный конь · g4 белая пешка · b3 белый конь · c3 белый конь · b2 белая пешка · c2 белая пешка · e2 белый слон · h2 белая пешка · a1 белая ладья · d1 белый ферзь · e1 белый король · h1 белая ладья | a8 чёрная ладья · c8 чёрный слон · f8 чёрная ладья · g8 чёрный король · a7 чёрная пешка · b7 чёрная пешка · e7 чёрная пешка · f7 чёрная пешка · g7 чёрный слон · h7 чёрная пешка · d6 чёрный ферзь · f6 чёрный конь · g6 чёрная пешка · c5 белый слон · f5 белая пешка · a4 белая пешка · b4 чёрный конь · g4 белая пешка · b3 белый конь · c3 белый конь · b2 белая пешка · c2 белая пешка · e2 белый слон · h2 белая пешка · a1 белая ладья · d1 белый ферзь · e1 белый король · h1 белая ладья | 3 |
| 2 | a8 чёрная ладья · c8 чёрный слон · f8 чёрная ладья · g8 чёрный король · a7 чёрная пешка · b7 чёрная пешка · e7 чёрная пешка · f7 чёрная пешка · g7 чёрный слон · h7 чёрная пешка · d6 чёрный ферзь · f6 чёрный конь · g6 чёрная пешка · c5 белый слон · f5 белая пешка · a4 белая пешка · b4 чёрный конь · g4 белая пешка · b3 белый конь · c3 белый конь · b2 белая пешка · c2 белая пешка · e2 белый слон · h2 белая пешка · a1 белая ладья · d1 белый ферзь · e1 белый король · h1 белая ладья | a8 чёрная ладья · c8 чёрный слон · f8 чёрная ладья · g8 чёрный король · a7 чёрная пешка · b7 чёрная пешка · e7 чёрная пешка · f7 чёрная пешка · g7 чёрный слон · h7 чёрная пешка · d6 чёрный ферзь · f6 чёрный конь · g6 чёрная пешка · c5 белый слон · f5 белая пешка · a4 белая пешка · b4 чёрный конь · g4 белая пешка · b3 белый конь · c3 белый конь · b2 белая пешка · c2 белая пешка · e2 белый слон · h2 белая пешка · a1 белая ладья · d1 белый ферзь · e1 белый король · h1 белая ладья | a8 чёрная ладья · c8 чёрный слон · f8 чёрная ладья · g8 чёрный король · a7 чёрная пешка · b7 чёрная пешка · e7 чёрная пешка · f7 чёрная пешка · g7 чёрный слон · h7 чёрная пешка · d6 чёрный ферзь · f6 чёрный конь · g6 чёрная пешка · c5 белый слон · f5 белая пешка · a4 белая пешка · b4 чёрный конь · g4 белая пешка · b3 белый конь · c3 белый конь · b2 белая пешка · c2 белая пешка · e2 белый слон · h2 белая пешка · a1 белая ладья · d1 белый ферзь · e1 белый король · h1 белая ладья | a8 чёрная ладья · c8 чёрный слон · f8 чёрная ладья · g8 чёрный король · a7 чёрная пешка · b7 чёрная пешка · e7 чёрная пешка · f7 чёрная пешка · g7 чёрный слон · h7 чёрная пешка · d6 чёрный ферзь · f6 чёрный конь · g6 чёрная пешка · c5 белый слон · f5 белая пешка · a4 белая пешка · b4 чёрный конь · g4 белая пешка · b3 белый конь · c3 белый конь · b2 белая пешка · c2 белая пешка · e2 белый слон · h2 белая пешка · a1 белая ладья · d1 белый ферзь · e1 белый король · h1 белая ладья | a8 чёрная ладья · c8 чёрный слон · f8 чёрная ладья · g8 чёрный король · a7 чёрная пешка · b7 чёрная пешка · e7 чёрная пешка · f7 чёрная пешка · g7 чёрный слон · h7 чёрная пешка · d6 чёрный ферзь · f6 чёрный конь · g6 чёрная пешка · c5 белый слон · f5 белая пешка · a4 белая пешка · b4 чёрный конь · g4 белая пешка · b3 белый конь · c3 белый конь · b2 белая пешка · c2 белая пешка · e2 белый слон · h2 белая пешка · a1 белая ладья · d1 белый ферзь · e1 белый король · h1 белая ладья | a8 чёрная ладья · c8 чёрный слон · f8 чёрная ладья · g8 чёрный король · a7 чёрная пешка · b7 чёрная пешка · e7 чёрная пешка · f7 чёрная пешка · g7 чёрный слон · h7 чёрная пешка · d6 чёрный ферзь · f6 чёрный конь · g6 чёрная пешка · c5 белый слон · f5 белая пешка · a4 белая пешка · b4 чёрный конь · g4 белая пешка · b3 белый конь · c3 белый конь · b2 белая пешка · c2 белая пешка · e2 белый слон · h2 белая пешка · a1 белая ладья · d1 белый ферзь · e1 белый король · h1 белая ладья | a8 чёрная ладья · c8 чёрный слон · f8 чёрная ладья · g8 чёрный король · a7 чёрная пешка · b7 чёрная пешка · e7 чёрная пешка · f7 чёрная пешка · g7 чёрный слон · h7 чёрная пешка · d6 чёрный ферзь · f6 чёрный конь · g6 чёрная пешка · c5 белый слон · f5 белая пешка · a4 белая пешка · b4 чёрный конь · g4 белая пешка · b3 белый конь · c3 белый конь · b2 белая пешка · c2 белая пешка · e2 белый слон · h2 белая пешка · a1 белая ладья · d1 белый ферзь · e1 белый король · h1 белая ладья | a8 чёрная ладья · c8 чёрный слон · f8 чёрная ладья · g8 чёрный король · a7 чёрная пешка · b7 чёрная пешка · e7 чёрная пешка · f7 чёрная пешка · g7 чёрный слон · h7 чёрная пешка · d6 чёрный ферзь · f6 чёрный конь · g6 чёрная пешка · c5 белый слон · f5 белая пешка · a4 белая пешка · b4 чёрный конь · g4 белая пешка · b3 белый конь · c3 белый конь · b2 белая пешка · c2 белая пешка · e2 белый слон · h2 белая пешка · a1 белая ладья · d1 белый ферзь · e1 белый король · h1 белая ладья | 2 |
| 1 | a8 чёрная ладья · c8 чёрный слон · f8 чёрная ладья · g8 чёрный король · a7 чёрная пешка · b7 чёрная пешка · e7 чёрная пешка · f7 чёрная пешка · g7 чёрный слон · h7 чёрная пешка · d6 чёрный ферзь · f6 чёрный конь · g6 чёрная пешка · c5 белый слон · f5 белая пешка · a4 белая пешка · b4 чёрный конь · g4 белая пешка · b3 белый конь · c3 белый конь · b2 белая пешка · c2 белая пешка · e2 белый слон · h2 белая пешка · a1 белая ладья · d1 белый ферзь · e1 белый король · h1 белая ладья | a8 чёрная ладья · c8 чёрный слон · f8 чёрная ладья · g8 чёрный король · a7 чёрная пешка · b7 чёрная пешка · e7 чёрная пешка · f7 чёрная пешка · g7 чёрный слон · h7 чёрная пешка · d6 чёрный ферзь · f6 чёрный конь · g6 чёрная пешка · c5 белый слон · f5 белая пешка · a4 белая пешка · b4 чёрный конь · g4 белая пешка · b3 белый конь · c3 белый конь · b2 белая пешка · c2 белая пешка · e2 белый слон · h2 белая пешка · a1 белая ладья · d1 белый ферзь · e1 белый король · h1 белая ладья | a8 чёрная ладья · c8 чёрный слон · f8 чёрная ладья · g8 чёрный король · a7 чёрная пешка · b7 чёрная пешка · e7 чёрная пешка · f7 чёрная пешка · g7 чёрный слон · h7 чёрная пешка · d6 чёрный ферзь · f6 чёрный конь · g6 чёрная пешка · c5 белый слон · f5 белая пешка · a4 белая пешка · b4 чёрный конь · g4 белая пешка · b3 белый конь · c3 белый конь · b2 белая пешка · c2 белая пешка · e2 белый слон · h2 белая пешка · a1 белая ладья · d1 белый ферзь · e1 белый король · h1 белая ладья | a8 чёрная ладья · c8 чёрный слон · f8 чёрная ладья · g8 чёрный король · a7 чёрная пешка · b7 чёрная пешка · e7 чёрная пешка · f7 чёрная пешка · g7 чёрный слон · h7 чёрная пешка · d6 чёрный ферзь · f6 чёрный конь · g6 чёрная пешка · c5 белый слон · f5 белая пешка · a4 белая пешка · b4 чёрный конь · g4 белая пешка · b3 белый конь · c3 белый конь · b2 белая пешка · c2 белая пешка · e2 белый слон · h2 белая пешка · a1 белая ладья · d1 белый ферзь · e1 белый король · h1 белая ладья | a8 чёрная ладья · c8 чёрный слон · f8 чёрная ладья · g8 чёрный король · a7 чёрная пешка · b7 чёрная пешка · e7 чёрная пешка · f7 чёрная пешка · g7 чёрный слон · h7 чёрная пешка · d6 чёрный ферзь · f6 чёрный конь · g6 чёрная пешка · c5 белый слон · f5 белая пешка · a4 белая пешка · b4 чёрный конь · g4 белая пешка · b3 белый конь · c3 белый конь · b2 белая пешка · c2 белая пешка · e2 белый слон · h2 белая пешка · a1 белая ладья · d1 белый ферзь · e1 белый король · h1 белая ладья | a8 чёрная ладья · c8 чёрный слон · f8 чёрная ладья · g8 чёрный король · a7 чёрная пешка · b7 чёрная пешка · e7 чёрная пешка · f7 чёрная пешка · g7 чёрный слон · h7 чёрная пешка · d6 чёрный ферзь · f6 чёрный конь · g6 чёрная пешка · c5 белый слон · f5 белая пешка · a4 белая пешка · b4 чёрный конь · g4 белая пешка · b3 белый конь · c3 белый конь · b2 белая пешка · c2 белая пешка · e2 белый слон · h2 белая пешка · a1 белая ладья · d1 белый ферзь · e1 белый король · h1 белая ладья | a8 чёрная ладья · c8 чёрный слон · f8 чёрная ладья · g8 чёрный король · a7 чёрная пешка · b7 чёрная пешка · e7 чёрная пешка · f7 чёрная пешка · g7 чёрный слон · h7 чёрная пешка · d6 чёрный ферзь · f6 чёрный конь · g6 чёрная пешка · c5 белый слон · f5 белая пешка · a4 белая пешка · b4 чёрный конь · g4 белая пешка · b3 белый конь · c3 белый конь · b2 белая пешка · c2 белая пешка · e2 белый слон · h2 белая пешка · a1 белая ладья · d1 белый ферзь · e1 белый король · h1 белая ладья | a8 чёрная ладья · c8 чёрный слон · f8 чёрная ладья · g8 чёрный король · a7 чёрная пешка · b7 чёрная пешка · e7 чёрная пешка · f7 чёрная пешка · g7 чёрный слон · h7 чёрная пешка · d6 чёрный ферзь · f6 чёрный конь · g6 чёрная пешка · c5 белый слон · f5 белая пешка · a4 белая пешка · b4 чёрный конь · g4 белая пешка · b3 белый конь · c3 белый конь · b2 белая пешка · c2 белая пешка · e2 белый слон · h2 белая пешка · a1 белая ладья · d1 белый ферзь · e1 белый король · h1 белая ладья | 1 |
|   | a | b | c | d | e | f | g | h |   |

В партии Алехин — Ботвинник вовремя проведённая контратака чёрных принесла им ничью.
В позиции на диаграмме Ботвинник перед выбором: либо принять пассивную защиту, разменяв ферзей, либо найти средства для контратаки.
В первом случае чёрные не несут материальных потерь: 
14... Ф:d1+ 15. Л:d1 Kc6 (15... K:c2 16. Kpd2) 16. g5 и 17. f6. Однако получают стеснённую позицию.
Второй случай подкреплён мотивом самой позиции: предшествующий пешечный штурм белых на королевском фланге ослабил позицию своего короля. Этим и воспользовался Ботвинник в своей контратаке, в которой ему пришлось пожертвовать двумя фигурами.
 14... Фf4!
 15. Лf1 Ф:h2
 16. C:b4
Первая жертва фигуры.
 16... K:g4!
 17. C:g4
Вторая жертва фигуры.
 17...Фg3+
 18. Лf2 Фg1+
Вечный шах сводит партию к ничьей.